# Аница Кухар
Аница Кухар (Церкница, 28. мај 1922 — Марибор, 19. новембар 2018) била је учесница Народноослободилачке борбе и друштвено-политички радник Социјалистичке Републике Словеније.

## Биографија
Учесница је Народноослободилачког рата од 1941. Након рата била је организациони секретар општинског комитета КПС у Марибору и потпредседник Среске скупштине Марибора, од 1955. до 1963. године. Била је члан Општинског одбора СУБНОР Марибор. Бирана је за посланика Већа народа Скупштине СФРЈ.
У два мандата 1974—1978. и 1978—1982. била је члан Председништва СР Словеније. 
На Једанаестом конгресу СКЈ јуна 1978. изабрана је за члана Централног комитета СКЈ, а на Тринаестом конгресу јуна 1986. за члана Надзорне комисије СКЈ. Бирана је и за члана Централног комитета Савеза комуниста Словеније.
Умрла је 19. новембра 2018. у Марибору, где је и сахрањена на гробљу Побрежје.
Носилац је Партизанске споменице 1941. и других југословенских одликовања.